# كيتيل لوند
كيتيل لوند (بالنرويجية البوكمول: Kjetil Lund)‏ هو اقتصادي وسياسي نرويجي، ولد في 12 يونيو 1970. حزبياً، نشط في حزب العمال. وقد انتخب وزير دولة ‏.